# Sokol (Međurječje)
Sokol, Sokolgrad, Soko grad je bio grad-utvrda na sutoci Pive i Tare iz koje nastaje Drina, kod Šćepan Polja, općina Plužine, Crna Gora. U blizini je granica s BiH.
Šćepan Polje (Stjepan polje) je polje koje se nalazilo ispod Sokola, a u podgrađe Sokola je Podsokol, prvi put spomenut svibnja 1428. godine u dubrovačkim dokumentima.
Uzvisina na kojoj je grad nadmorske je visine 927 metara i imena je Hercegov grad.

## Povijest
Pretpostavlja se da je Sokol u ranom srednjem vijeku bio Porfirogenetovo (913. – 959.) i Dukljaninovo - Međurječje.
Mjesto današnjeg Sokola pod Bosnu je došlo u doba kralja Tvrtka I.
Najstariji poznati vlasnici su velikaši Hranići, humske vojvoda koji su bili neovisni od bosanske krune. 
Povijesni izvori spominju Sokol 1409. godine. Darovnica naselja "Cricena draga" vojvode Sandalja Hranića Kosače i njegove punice banice Anice datirana je na 15. lipnja 1409. a napisana u Sokolu ("Scripta in Socol"). Već formirano omiljeno rezidencijalno mjesto vojvode Sandalja implicira na veću starost građevine. Vjerojatno je tad Sokol bio djelomično izgrađen i vojvoda Sandalj ga je naslijedio. Očuvani su podatci o angažmanu vojvode Sandalja na njegovoj dogradnji i upošljavanju Poznato je više dubrovačkih klesara i kamenara koje je Hraniću našao prijatelj dubrovački vlastelin Teodor
Prodanelić.
Kraj je imao katoličku tradiciju do turskih vremena, na što upućuju brojni toponimi oblika Crkvina, Crkvice ili Crkvište napućuju. 
Dok je utvrda Sokol bila u Sandaljevu vlasništvu, Sandalj se angažirao na izgradnji crkve u podnožju Sokola na Stjepan polju. Više autora smatra da je sagradio crkvu svetoga Stjepana i da je kao njen ktitor u njoj sahranjen. Postoji izvorna potvrda za taj angažman, često netočno povezivana za tvrđavu Sokol u Konavlima. 1421. se dubrovački kamenar Mihoč Klapotić obvezao da će sa svojim šegrtom ići u Sokol kod vojvode Sandalja sazidati mu crkvu, možda upravo crkvu sv. Stjepana. U blizini te crkve je crkva u Zagrađu za koju se smatra da ju je herceg Stjepan Vukčić Kosača. Za staru crkvu ispod grada Sokola u selu Zagrađu postoji mjesna predaja da je bila dvorska crkva hercega Stjepana Vukčića Kosače. Od nje su ostali visoki zidovi, ikonostas, kameni svod i kupola navodno građena po uzoru na carigradsku Aju Sofiju. Danas je tu manastirska crkva sv. Ivana Krstitelja manastira Zagrađa. Pravoslavni manastir, vjerojatno originalno katolički samostan, datira iz 15. stoljeća.
 1440. bila je na području vojvodstva Stjepana Vukčića Kosače. Stjepan Vukčić Kosača mnogo je važnosti pridavao Sokolu. Rezidenciju naziva "slavnim dvorom gospoctva", ulazi mu u titulu (Stjepan od Sokola). Sudeći po prvom mjestu nabrajanja Stjepanovih posjeda, mjestu odakle šalje poslanstva za mirovne pregovore, prima inozemne veleposlanike, gdje vodi trgovinske pregovore, to je njegov glavni grad. U Sokolu je Stjepan planirao ženidbe svojih sinova Vlatka i Vladislava 1455. godine. Čini se da desetljeća turskog nadiranja utječu na hercegove planove seobe na sigurnija mjesta. Travnja 1465. planirao je predati hrvatsko-ugarskom kralju svoje gradove na granici prema Osmanlijama: Tođevac, Samobor, Mileševski i Sokol, a u zamjenu za posjede u Ugarskoj. Točan nadnevak Sokola pod osmansku vlast nije poznat. Nedvojbeno je pad bio poslije siječnja 1466. Predao ju je izvjesni knez Radoje Zupčić, kojeg su Osmanlije za taj čin nagradili posjedom.
Grad je još imao važnost u turskim vremenima. Postupno je gubio važnost u korist Foče. Još 1478. godine u popisu Hercegovine spominje se varošica ili kasaba Hoča, ubilježena kao pazar u nahiji Sokol. Nahija Sokol pripadala je kadiluku Drini. Uloge se mijenjaju. 1519. godine ta ista nahija Sokol već pripada Foči.

## Namjena i funkcija
Grad-utvrda Sokol imao je višestruku namjenu i funkciju, poput drugih gradova s ovog prostora: Sokol na zajedničkom ušću Pive i Tare, Vratar na Tari, Tođevac na Hrčavci, Kosman na Sutjesci. Svi su se nalazili na karavanskom putu Dubrovnik - Niš - Carigrad. Povijesni arhiv u Dubrovniku ima zemljovide karavanskog puta Via Drina i Via Bosna s obilježenim svim ovim gradovima kao mjesta prolaska i odmora na putu za Carigrad. U mirnim vremenima bila su mjesta za odmor vlasteli, ponekad su bila mjestom carinjenja, a u nemirnim vremenima do izražaj je dolazila fortifikacijska funkcija te nadzor kretanja karavana i prolaznika.
Šire područje nije bilo na glavnom putu dubrovačkog trgovačkog prometa, premda podgrađe Podsokol je razvijena sredina.

## Osobine
Radi nepristupačnosti građen je visoko u stijenama poput ostalih gradova s ovog karavanskog puta. Pristup do njih moguć je bio uskim stazama "nogostupima" samo za jednu osobu. Zbog toga je ove utvrde i mala posada od desetak vojnika mogla obraniti utvrdu od stotinjak vojnika napadačke vojske, gađajući kamenjem napadače sa svojih položaja. Obavještavanje obrane počinjalo je s badnjevima (nešto poput bubnjeva) na ulazu u utvrdu. Jedan udarac u badanj značio je da je primijećen karavan. Ako su primijećene pljačkaške skupine ili vojske, straža je udarala više puta te opominjala posadu na pojavu nepoželjnih gostiju. 
Svi ovi gradovi utvrde danas su samo ruševine, gomile ili tumuli.